# Източносевански хребет
Източносеванският хребет (на азербайджански: Sərqi-Göyçə silsiləsi) (на арменски: Արևելյան Սևանի լեռներ; на руски: Восточно-Севанский хребет) е планински хребет, част от системата на Арменската планинска земя.
Простира се на около 45 km от север-североизток на юг-югозапад по границата между Армения и Азербайджан, покрай югоизточния бряг на езерото Севан. На север чрез Зодския проход се свързва с Шахдагския (Севанския) хребет, а на югозапад – с Вардениския хребет. Максимална височина връх Царасар 3426 m, (40°01′16″ с. ш. 45°52′57″ и. д. / 40.021111° с. ш. 45.8825° и. д.), издигащ се в южната му част, на границата между двете държави. На около 15 km западно от върха също на границата се намира изгасналия вулкана Порак. Склоновете му са покрити с планински ксерофитни степи, а билните му части са заети от алпийски пасища. В източното му подножие, на територията на Азербайджан е разположен град Келбаджар, в западното му подножие, на територията на Армения – сгт Варденис.

## Топографска карта
- К-38-XХХІV М 1:200000[2]